# Parque nacional de Kalesar
La reserva natural de Kalesar es un área protegida localizada en el este del estado de Haryana, en India, a 150 km de Chandigarh. Este parque es un destino muy popular para los ornitólogos. Es el hogar del gallo bankiva (Gallus gallus murghi), entre otras especies de aves. 
Por el momento, Kalesar no es "un Parque nacional " aunque, el más prominente ecologista y distinguido A. J. T. Johnsingh, propone combinar Kalesar con la reserva natural contigua de Simbalbara a través del río Yamuna en el distrito de Sirmour, en el estado de Himachal Pradesh, y crear así un nuevo Parque nacional.

## Flora
En la jungla, hay un machaan (atalaya de observación) con una escalera de servicio. Desde lo alto, se tiene una vista de 45 km² de los grandes bosques de sal o sala; cruzados por cortafuegos y riachuelos serpenteantes. A unos 20 km en la carretera de Chuharpur, está el Parque natural de hierbas Ch. Devi Lal, un proyecto del departamento forestal de Haryana. El parque se extiende por 46.8 km² con 61 000 arbustos de hierbas y 6100 de plantas medicinales. 
Kalesar tiene un 53 % de bosque denso, 38 % de bosque abierto, 9 % de matorral. La cubierta foresta total es de alrededor de 71 %. La falta de fondos han puesto en peligro el esfuerzo de conservación en el bosque de Kalesar. 
En los bosques se encuentran árboles de diversa especies como "khair" (Capparis deciduas), sal o sala, sisu, "chhal" (Anogeissus latifolia). Es probablemente el único bosque en Hariana con un cinturón natural de árboles de sal o sala.

## Fauna
Situado a ambos lados de la carretera Yamuna Nagar-Paonta Sahib en el distrito de Yamuna Nagar, fue declarado parque nacional por una decisión gubernamental en diciembre de 2003. Sin embargo, se alega, los fondos del centro son insuficientes lo que es una amenaza para su vida salvaje. 
En el parque se está promoviendo la crianza de elefantes en forma satisfactoria. Un censo que se llevó a cabo en mayo de 2004 después de cuatro años, en colaboración con el Instituto de la Vida Salvaje de la India en Dehradun, pueden encontrarse jabalíes, sambar, liebres, gallo bankiva, puercoespín, monos, chitales etc.
Entre las especies de aves podemos encontrar: el mosquitero cabecigrís, urraca piquirroja, águila culebrera chiíla, agateador del Himalaya, trepador indio o el abejaruco barbiazul